# تیموکینون
تیموکینون (به انگلیسی: Thymoquinone) یک ترکیب شیمیایی با شناسه پاب‌کم ۱۰۲۸۱ است. که جرم مولی آن ۱۶۴٫۲۰۱ g/mol می‌باشد. این ترکیب مهم‌ترین ماده موثر موجود در سیاه‌دانه است و دارای خواص فارماکولوژیکی متعددی مانند اثرات ضد میکروبی، ضدالتهابی و کاهش چربی‌های سرم می‌باشد. خواص دیگری نظیر اثرات مهاری بر سیستم حرکتی-عضلانی نیز به آن نسبت داده می‌شود. 